# Dieta Montignaca
Dieta Montignaca (ang. Montignac diet); Metoda Montignaca, MM – sposób odżywiania, który zdaniem jego twórcy prowadzi do spadku i uregulowania wagi ciała. Dieta ta ma charakter diety niskoglikemicznej, uzupełnionej o dodatkowe restrykcje.

## Powstanie diety i jej podstawy
Twórcą założeń diety jest Michel Montignac (ur. 1944, zm. 22 sierpnia 2010), francuski pracownik przedsiębiorstw farmaceutycznych, który nie miał formalnego wykształcenia medycznego, ale wykorzystując dostęp do wyników badań, w latach 80. powiązał otyłość z funkcjonowaniem trzustki. Sam Montignac miał nadwagę i szukał diety, która pozwoli mu schudnąć.
Schemat powstawania otyłości według Montignaca:
1. człowiek spożywa produkty z węglowodanami,
2. poziom cukru we krwi wzrasta, tym gwałtowniej im wyższy jest indeks glikemiczny spożywanych pokarmów,
3. trzustka w odpowiedzi na wzrost cukru (glukozy) wydziela hormon – insulinę,
4. jeśli poziom cukru we krwi wzrasta gwałtownie, trzustka jest rozregulowana i wydziela więcej insuliny, niż jest to potrzebne do wyregulowania poziomu glukozy we krwi. Nadmiar insuliny powoduje anormalne magazynowanie w organizmie części tłuszczów spożywanych w ostatnim posiłku.

Pierwsze wydanie książki Montignaca, Je mange donc je maigris! (polskie wydanie: Jeść aby schudnąć) ukazało się we Francji w roku 1987. Do końca lat 90. wydano ją w 25 krajach i przetłumaczono na 18 języków.
Dieta ta  stała się popularna w Polsce po roku 1999, gdy ukazało się tłumaczenie pierwszej książki Montignaca. Następnie wydane zostały inne pozycje na temat diety, także innych autorów, np. Montignac nad Wisłą, powstały również serwisy internetowe i fora dyskusyjne poświęcone tej diecie.

## Zasady diety
W przeciwieństwie do innych diet MM nie wymaga ograniczeń ilości jedzenia, ani liczenia kalorii.
Najważniejsze zasady Metody Montignaca:
- spożywanie minimum trzech posiłków dziennie, niepomijanie żadnego z posiłków,
- Wybieranie pokarmów, które powodują możliwie najniższe stężenie cukru we krwi, unikanie tych o indeksie glikemicznym wyższym niż 50,
- spożywanie dziennie co najmniej 1 grama białka na 1 kilogram masy ciała,
- spożywanie dziennie co najmniej 40 gramów błonnika, który obniża zawartość cukru we krwi i ułatwia metabolizm,
- unikanie nasyconych kwasów tłuszczowych znajdujących się w wędlinach, maśle, smalcu, tłustych produktach mlecznych. Dopuszczalne tłuszcze to te znajdujące się jajkach, drobiu, oliwa, tłuste ryby,
- spożywanie produktów jak najmniej przetworzonych jak np. makarony z mąki pełnej, chleb pełnoziarnisty,
- unikanie cukru (glukozy – o wysokim IG) oraz produktów zawierających cukier. Dopuszczalne warunkowo są słodziki na bazie np. fruktozy.

W praktyce Metoda Montignaca dopuszcza dwa rodzaje posiłków:
- tzw. posiłek tłuszczowy – oparty na białkach i tłuszczach (nienasyconych). Jedyne dopuszczalne węglowodany powinny mieć IG nie wyższy niż 35,
- tzw. posiłek węglowodanowy – oparty na węglowodanach i białkach. Dopuszczalne są węglowodany o IG nie wyższym niż 50.

Dietę MM można podzielić na dwie fazy. W pierwszej – restrykcyjnej – następuje chudnięcie, należy zatem przestrzegać wszystkich zasad diety. Druga faza odpowiedzialna jest za utrzymanie wagi. Jest ona już mniej restrykcyjna jeśli chodzi o łączenie tłuszczów i węglowodanów. Montignac dopuszcza też tzw. "odstępstwa", czyli okazjonalne spożywanie pokarmów w ogóle niedozwolonych przez pierwszą fazę.
Chudnięcie jest według Montignaca ubocznym skutkiem jego diety, zaś podstawowym jest regulacja działania trzustki, poziomu cukru we krwi oraz metabolizmu. Przy pomocy diety MM nie jest możliwe zejście poniżej wagi właściwej, do obliczenia której Montignac zaleca tradycyjny wskaźnik BMI.
Podobnie jak MM pojęcie indeksu glikemicznego i podział procesu odchudzania na fazy wykorzystuje dieta South Beach autorstwa Arthura Agatstona.

## Skuteczność diety oraz jej krytyka
Kilka badań potwierdziło krótkoterminową skuteczność diety MM w leczeniu otyłości:
- W 1994 badania francuskiego Institut Vitalité et Nutrition (Caupin i Robert) na 150 kobietach potwierdziły spadek wagi, różny w zależności od BMI. Kobiety z BMI powyżej 30 straciły średnio 13 kg po 4 miesiącach i 18 kg po roku. W przypadku kobiet o BMI niższym niż 24, dieta początkowo (po 4 miesiącach) wywołała spadek na wadze o średnio o 8,8% (5,5 kg), jednak po roku uczestniczki badania przybrały na wadze o 1 kg, stabilizując utratę wagi na poziomie około 6,7% (4,5 kg). Potwierdza to tezę, że dieta MM ogranicza spadek wagi do optymalnych wartości[2].
- Pod koniec lat 90. w kanadyjskim szpitalu Laval należącym do Québec Heart Institute przeprowadzono porównawcze badanie 12 otyłych mężczyzn. W porównaniu do standardowej diety ubogiej w tłuszcze promowanej przez American Heart Association, uczestnicy stracili więcej na wadze, spożyli mniej kalorii, a jednocześnie nie odczuwali głodu[3].

Krytyka diety skupia się na następujących argumentach:
- Dieta jest skuteczna wyłącznie w przypadku osób z zaburzeniami funkcjonowania trzustki. Sam Montignac przyznaje, że np. problemem u kobiet może być też nierównowaga hormonalna, stres, spożywanie lekarstw.
- Spożywanie pokarmów o dużej kaloryczności może prowadzić do przyrostu wagi, nawet przy zachowaniu niskich indeksów glikemicznych. Dlatego wielu zwolenników diety MM korzysta w obliczeniach z tablic ładunku glikemicznego, które uwzględniają także ilość (a nie tylko jakość) węglowodanów w posiłkach.

Początkowo dietę MM wiązano z dietami niskowęglowodanowymi, takimi jak dieta Atkinsa lub Kwaśniewskiego – powodem tego nieporozumienia było zalecanie przez Montignaca posiłków tłuszczowych.